# Ioánnis Spanópoulos
Ioánnis Spanópoulos (grec moderne : Ιωάννης Σπανόπουλος) ou Yánnis Spanópoulos (Γιάννης Σπανόπουλος), né le 20 mai 1993 à Athènes, est un coureur cycliste grec. Il participe à des épreuves sur route et sur piste.

## Palmarès sur route

### Par année
- 2008
  -  Champion de Grèce sur route cadets
  - 3e du championnat de Grèce du contre-la-montre cadets
- 2009
  -  Champion de Grèce sur route cadets
  -  Champion de Grèce du contre-la-montre cadets
- 2010
  - 2e du championnat de Grèce du contre-la-montre juniors
  - 3e du championnat de Grèce sur route juniors
- 2011
  -  Champion de Grèce sur route juniors
  -  Champion de Grèce du contre-la-montre juniors
- 2012
  - 2e du championnat de Grèce sur route espoirs
- 2013
  -  Champion de Grèce du contre-la-montre espoirs
- 2014
  -  Champion de Grèce du contre-la-montre espoirs
  - 2e étape de l'Agonas Thysias (contre-la-montre)
  - 2e du championnat de Grèce sur route espoirs
- 2015
  -  Champion de Grèce du contre-la-montre espoirs
  - 3e du championnat de Grèce du contre-la-montre

### Classements mondiaux
| Année           | 2015   |
| --------------- | ------ |
| UCI Europe Tour | 1 140e |

## Palmarès sur piste

### Championnats du monde
- Saint-Quentin-en-Yvelines 2015
  - 19e de l'omnium

### Championnats du monde juniors
- Moscou 2011
  -  Médaillé de bronze du scratch juniors

### Championnats des Balkans
- 2013
  -  Champion des Balkans de la course aux points
  -  Champion des Balkans du scratch
  -  Médaillé de bronze du kilomètre

### Championnats de Grèce
| - 2008 - Champion de Grèce de poursuite cadets - 2010 - Champion de Grèce du kilomètre juniors - Champion de Grèce du scratch juniors - Champion de Grèce de l'omnium juniors - 2011 - Champion de Grèce de la course aux points juniors - Champion de Grèce de poursuite juniors - Champion de Grèce de l'omnium juniors - 2e du championnat de Grèce du scratch juniors - 2e du championnat de Grèce du kilomètre juniors - 3e du championnat de Grèce du kilomètre | - 2014 - Champion de Grèce du scratch - 3e du championnat de Grèce de poursuite - 2015 - Champion de Grèce de la course aux points - Champion de Grèce de poursuite - 2e du championnat de Grèce de poursuite - 2016 - Champion de Grèce de poursuite par équipes - Champion de Grèce de la course aux points - Champion de Grèce de l'américaine (avec Theocháris Tsiántos) - Champion de Grèce de l'omnium - 3e du championnat de Grèce du scratch |